# Milziade il Vecchio
Milziade il Vecchio, figlio di Cipselo (in greco antico: Μιλτιάδης?, Miltiádēs; Atene, VI secolo a.C. – Chersoneso Tracico, 520 a.C. circa) è stato un militare e politico ateniese, tiranno del Chersoneso Tracico.

## Biografia
Milziade il Vecchio era una personalità di spicco nell'Atene dell'epoca di Pisistrato, vincitore olimpico nelle corse di carri a quattro cavalli. Quando i Dolonci, una tribù tracia del Chersoneso Tracico, furono attaccati dagli Absinti, consultarono l'oracolo di Delfi, fu loro risposto di accettare una colonia fondata dalla prima persona che avrebbero incontrato dopo aver lasciato il tempio: quest'uomo fu Milziade, che, felice di fuggire dal regime di Pisistrato, fu felice di guidare un gruppo di Ateniesi nella fondazione della colonia nominata dall'oracolo e divenne così tiranno del Chersoneso Tracico, che fortificò costruendo un muro sull'istmo.
Milziade fu fatto prigioniero in una guerra contro gli abitanti di Lampsaco, ma questi furono poi costretti a liberarlo dal re di Lidia Creso. Morì attorno al 520 senza lasciare figli: in suo onore furono disputati dei Giochi con gare ginniche e corse di cavalli, Giochi ai quali non furono invitati gli abitanti di Lampsaco.
La sua carica passò al nipote Stesagora, che morì poco dopo in una nuova guerra contro Lampsaco, e poi al fratello di questo Milziade il Giovane, figli del suo fratellastro Cimone Coalemo (Milziade e Cimone erano figli della stessa madre).
Gli autori successivi ad Erodoto, come Cornelio Nepote e Pausania il Periegeta, confondono Milziade il Vecchio col più noto Milziade il Giovane.